# Юккёнен
Юккёнен (фин. Ykkönen, в переводе с финского языка — номер один) — третья (с 2024 года) футбольная лига Финляндии. В Юккёнене играют 12 команд. Победитель Юккёнена выходит в Юккёслигу — вторую по статусу футбольную лигу Финляндии, вторая играет стыковые матчи с 11-й командой Юккёслиги. Две последние команды переходят в футбольную лигу четвёртого уровня Какконен.

## История
Первыми соревнованиями в формате лиги во втором по силе дивизионе Финляндии по футболу стал сезон 1936 года. Лигу назвали Suomensarja, что в переводе с финского означает ''финская лига''. До этого игрались специальные квалификационные матчи за право выступать в Mestaruussarja (высшем дивизионе). Осенью 1963 года формат лиги претерпел изменение. Лигу разделили на регионы и переименовали во «2 дивизион».
В 1973 году деление на регионы упразднили и этот уровень стал общенациональным, сменив название на «1 дивизион». Название Юккёнен лига получила в 1995 году.
До 2024 года лига Юккёнен была второй по статусу в Финляндии, но с 2024 года стала считаться третьей — второй эшелон заняла образованная в 2022 году Юккёслига.

## Клубы
В сезоне 2020 Юккёнен представляли следующие клубы:
| Клуб               | Город     | Основан | Стадион                       | Вместимость |
| ------------------ | --------- | ------- | ----------------------------- | ----------- |
| АС Каяни           | Каяни     | 2006    | Спортивный парк Каяани        | 1000        |
| АС Оулу            | Оулу      | 2002    | Раатин                        | 4392        |
| ВПС                | Вааса     | 1924    | Элиза                         | 6000        |
| Гнистан            | Хельсинки | 1924    | -                             | -           |
| ЕИФ                | Расеборг  | 1908    | Экенес                        | 2500        |
| КПВ                | Коккола   | 1930    | Кокколан                      | 3000        |
| КТП                | Котка     | 1927    | Арто Толса                    | 4780        |
| Миккелин           | Миккели   | 1929    | -                             | -           |
| Мусан              | Пори      | 1960    | Мусан                         | 700         |
| МюПа               | Коувола   | 1947    | Савиниеми                     | 4167        |
| Сейняйоки Академия | Сейняйоки | 2012    | -                             | -           |
| Яро                | Якобстад  | 1965    | Центральный стадион Якобстада | 5000        |